# Arab ar-Raszajda
Arab ar-Raszajida – wieś w Palestynie, w muhafazie Betlejem. Według danych Palestyńskiego Centralnego Biura Statystycznego w 2016 roku miejscowość liczyła 1829 mieszkańców.